# Edifici de la Caixa d'Estalvis de Vila-real
L'edifici de la Caixa d'Estalvis de Vila-real  està situat en els números 52 i 54 del carrer Major Sant Jaume de Vila-real (Plana Baixa). Correspon al projecte de l'arquitecte català Eugeni Pere Cendoya de 1930 per a la seu de la llavors florent Caixa d'Estalvis de Vila-real.
Creada l'entitat uns anys abans, donat el creixement que experimenta aquesta Caixa, i la seva consolidació com suport a les activitats agràries, decideix construir en 1930 una seu digna que respongui a les expectatives que preveu. Constituïx un interessant exemple d'arquitectura rica en motius artístics, on és cuidat amb tot luxe de detalls cadascun dels elements que la integren. Una obra de tall clàssic que presenta, al seu torn, cert manierisme en els tractaments i els detalls. Una imprescindible peça d'arquitectura en l'àmbit de l'arquitectura valenciana del segle xx en terres de Castelló.

## Descripció
L'edifici es presenta com un sòlid bloc de tres altures seguint clarament unes traces clàssiques en la seva definició formal, sobre una parcel·la de peculiar geometria. El projecte contempla un edifici seu d'una entitat bancària puixant, amb totes les necessitats de programa i representació que això suposa. És per això pel que s'opta per un edifici de robustes proporcions i malbaratament de decoració. S'organitza en tres plantes en les quals se situen les diferents dependències, des de les més públiques en planta baixa a les pròpies de l'entitat en planta primera, com el saló d'actes.
En planta segona situa un ús privat, l'habitatge del conserge, i durant un temps la del mateix director de l'entitat. Aquesta estratificació d'usos es reflecteix en la composició de façana. Aquesta s'ordena de forma clàssica amb una superposició de cossos. Una base de marcat encoixinat ocupa la planta baixa. Sobre aquest cos se situa el cos central, el més important de l'edifici, que agrupa les dues plantes següents. L'edifici es remata per un cos a manera de templet sobre la reculada que presenta la façana.

### Façana
El més destacable del projecte ho representa la preocupació demostrada cap a la decoració de l'edifici. No passa desapercebuda la clara intenció expressionista que posseïx l'entitat. Així, al costat d'una composició arquitectònica clàssica de l'edifici ens trobem amb un ampli programa iconogràfic que reuneix diverses corrents. La formalització clàssica de la façana es presenta a través de diversos elements. Un encoixinat gairebé gegant que descansa sobre un ampli sòcol i la modulació del cos central mitjançant columnes de tota la seva altura. Entre aquestes se situen les finestres dels dos pisos que abasta, amb profusió d'elements d'emmarcat i decoració intermèdia de paraments. En planta baixa destaca l'especejament exagerat de les dovelles de les finestres que custodien l'entrada, molt acords a l'encoixinat de grans dimensions. Una sanefa antecedeix a la cornisa que separa els dos cossos. Per la seva banda, la rematada de la coronació presenta un templet amb arcs de mig punt que són, al seu torn, coronats per un gran grup escultòric, obra de Josep Ortells, amb al·legories referents a l'estalvi.

### Interior
Però si la façana presenta una especial riquesa decorativa, en l'interior aquesta tendència s'eleva a l'enèsim grau. La grandiositat s'ensenyoreix de l'espai, amb un tractament escrupolós de tota classe d'elements, des de l'emmarcat de portes fins als cels dels sostres. Destaca, en aquest sentit, la presència d'una escala de desenvolupament imperial, amb treballada reixeria.

## Plànols

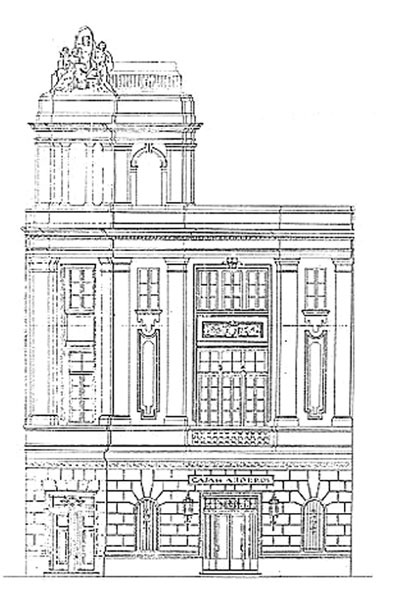
Façana
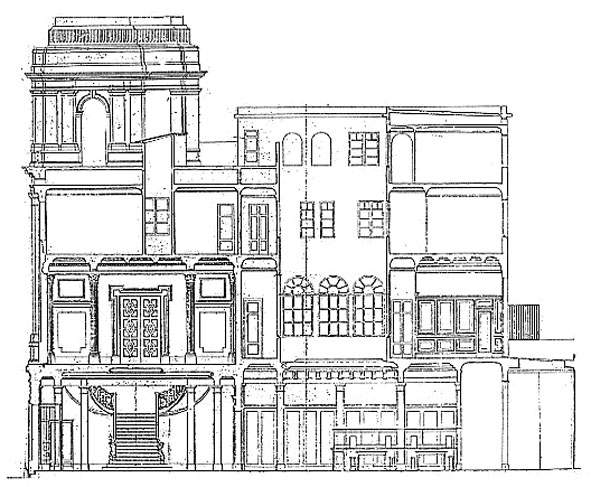
Secció longitudinal
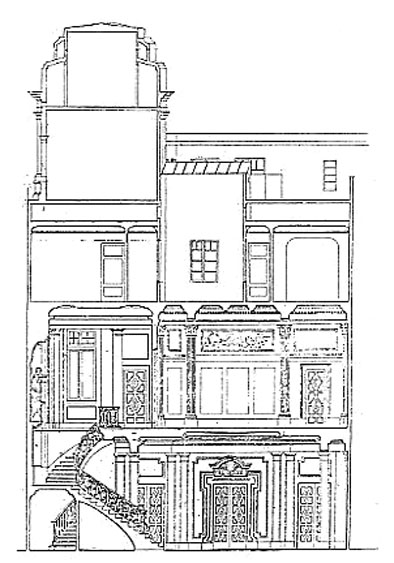
Secció transversal